# Radiosender Gleiwitz
 Der er for få eller ingen kildehenvisninger i denne artikel, hvilket er et problem. Du kan hjælpe ved at angive troværdige kilder til de påstande, som fremføres i artiklen.

Radiosenderen i Gleiwitz var en tysk radiosender i byen Gleiwitz (Gliwice) i Øvre Schlesien (nu i Polen).
Senderen lå nær grænsen til Polen og blev verdensberømt på grund af det angreb, SS fingerede sammen med andre overfald langs grænsen den 31. august som påskud for Hitlers angreb på Polen den 1. september 1939.
Alle aktioner den aften var organiseret og planlagt af chefen for Reichsicherheitshauptamt Reinhard Heydrich.

## "Overfaldet" på Gleiwitz senderen
Om aftenen den 31. august 1939 trængte SS Sturmbannführer Alfred Naujocks og fem andre SS-folk ind i den tyske Gleiwitz-sender. Alle var klædt i civil og optrådte som polske frihedskæmpere.
Aktionen var nær gået galt, idet Gleiwitz-senderen ikke udsendte selvstændige programmer, men blot videresendte programmer fra senderen i Breslau. Endelig fandt SS-folkene en mikrofontilslutning, der kunne anvendes til at udsende meldinger om driftsforstyrrelser, så det blev muligt at udsende den melding, der var formålet med aktionen.
Programmet blev afbrudt og et ca. fire minutter langt opråb – angiveligt fra det polske mindretal – blev udsendt.
Et lig medbragt fra en KZ-lejr blev efterladt som bevis på det polske overfald. Hele aktionen varede kort tid.

## Påklædning
Ofte hedder det, at SS-mændene var iført polske uniformer. Det er forkert.
Det korrekte er, at
- SS havde forud for aktionen skaffet sig polske militæruniformer
- der samme nat fandt andre aktioner sted langs grænsen til Polen, og at de SS-folk, der deltog i dem, kan have anvendt de polske uniformer.

Deltagerne i Gleiwitz-overfaldet var civilklædte og optrådte som polske oprørere.

## Eneste tilbageværende sendemast af træ
Den 118 meter høje sendemast ved Gleiwitz senderen står stadig og anses for verdens højeste trætårn og den eneste tilbageværende træsendemast.
50°18′48″N 18°41′20″Ø / 50.313333333333°N 18.688888888889°Ø